# 2001年の日本プロ野球
2001年の日本プロ野球（2001ねんのにほんぷろやきゅう）では、2001年の日本プロ野球（NPB）における動向をまとめる。

## できごと

### 1月
- 1日
  - セントラル・リーグの会長に豊蔵一が就任[1]。パシフィック・リーグの会長に小池唯夫が就任[2]。
- 9日
  - 西武ライオンズがサンフランシスコ・ジャイアンツのミゲール・デルトロの獲得を発表。背番号は32。これに伴い、犬伏稔昌の背番号が32から64に変更[3]。
- 12日
  - 野球体育博物館は、2001年度の野球殿堂表彰者を発表。競技者表彰では根本陸夫、小山正明。特別表彰では武田孟、長谷川良平が選出された[4]。

### 3月
- 1日
  - 横浜ベイスターズが福盛和男の背番号を34から37に、併せて登録名も「一夫」に変更すると発表[5]。
- 13日
  - NPB大阪近鉄バファローズとMLBロサンゼルス・ドジャースと業務提携を締結[2]。
- 21日
  - ヤクルトスワローズの球団社長に多菊善和が就任[6]。
- 30日
  - セ・リーグ公式戦開幕[1]。
- 31日
  - 読売ジャイアンツはホーム主催試合（東京ドームのみ）の2戦目で背ネームを外し背番号だけのユニフォームをこの日から着用してプレーした。読売ジャイアンツのユニフォームから背ネームが外れるのは1975年以来26年ぶり。このユニフォームは、監督の長嶋茂雄の発案によるもの。

### 4月
- 3日
  - 大阪近鉄バファローズの杉山賢人と横浜ベイスターズの関口伊織の交換トレードが成立したと大阪近鉄バファローズ、横浜ベイスターズ両球団が発表[7]。
- 6日
  - 日本ハムファイターズが中日ドラゴンズの原田政彦を金銭トレードで獲得したと発表[8]。
- 10日
  - 福岡ダイエーホークスにクリス・ヘイニーが入団[9]。
- 20日
  - 横浜ベイスターズの波留敏夫と中日ドラゴンズの種田仁と山田博士の1対2での交換トレードが成立[10]。
- 21日
  - 中日ドラゴンズは前年まで同球団に在籍のレオ・ゴメスの復帰を発表[10]。
- 29日
  - 福岡ダイエーホークスの柴原洋が対大阪近鉄バファローズ6回戦（福岡ドーム）でパ・リーグ史上4人目となる1試合4二塁打のプロ野球タイ記録[11]。
- 30日
  - 読売ジャイアンツの岡島秀樹が対広島東洋カープ戦（東京ドーム）で日本プロ野球史上4度目の月間10セーブ、4月で10セーブ以上は史上初[12]。

### 5月
- 1日
  - 日本ハムファイターズの井出竜也が対大阪近鉄バファローズ戦（大阪ドーム）で髙村祐から初回先頭打者初球本塁打。試合はそのまま1対0で日本ハムファイターズが勝利、先頭打者本塁打による1-0は日本プロ野球史上4度目、初球だったのは同史上初[13]。
  - 読売ジャイアンツ対中日戦（東京ドーム）で中日のショーゴーがプロ初打席初本塁打。試合は17-0で中日が勝利し、読売ジャイアンツは最多得点差試合の球団ワースト記録[10]。
- 5日
  - 日本ハムファイターズ対西武ライオンズ7回戦（東京ドーム）で、日本ハムファイターズの嶋田信敏外野守備走塁コーチが2回裏に井出竜也の内野ゴロの判定で、山本塁審に抗議し、胸を突くなどの暴力行為で退場処分となった[14]。
  - 阪神タイガースの平尾博司と西武ライオンズの谷中真二の交換トレードを両球団から発表[15]。
- 8日
  - 中日ドラゴンズの益田大介が金銭トレードで大阪近鉄バファローズに移籍[10]
- 11日
  - 千葉ロッテマリーンズは対大阪近鉄バファローズ戦（大阪ドーム）で日本プロ野球タイ記録の1試合4犠飛[16]。
- 24日
  - 中日ドラゴンズの野口茂樹は対阪神タイガース戦（石川県立野球場）でセ・リーグタイ記録の16奪三振[10]。
- 29日
  - 日本ハムファイターズ対大阪近鉄バファローズ10回戦（東京ドーム）は日本ハムファイターズが7人、大阪近鉄バファローズが9人の計16人が登板するプロ野球1試合登板数の最多記録[17]。
  - 大阪近鉄バファローズがフレッディ・ガルシアを解雇したと発表[18]。
- 30日
  - 千葉ロッテマリーンズの小林雅英が5月25日の対日本ハムファイターズ戦（東京ドーム）からこの日の対福岡ダイエーホークス戦（千葉マリンスタジアム）まで、パ・リーグ史上初のチーム6試合連続セーブ[19]。
- 31日
  - ヤクルトスワローズの稲葉篤紀が対読売ジャイアンツ11回戦（神宮球場）の9回裏に條辺剛から11号サヨナラ満塁本塁打を打つ。セ・リーグ史上26度目[20]。
  - 中日ドラゴンズは李鍾範の退団を発表[21]。

### 6月
- 2日
  - 日本ハムファイターズの中村隼人が対オリックス・ブルーウェーブ14回戦（グリーンスタジアム神戸）に先発し、パ・リーグ史上9人目のプロ入り初登板完封勝利を挙げる[22]。
- 7日
  - 大阪近鉄バファローズの球団社長の永井充が大阪ドームにて記者会見し、サンディエゴ・パドレス傘下のAAA級ポートランド・ビーバーズ所属のジェレミー・パウエルとロサンゼルス・ドジャース傘下のAAA級ラスベガス・フィフティワンズ所属のショーン・ギルバートを獲得したと発表[23]。
- 8日
  - 阪神タイガースがデトロイト・タイガース傘下のAAA級トレド・マッドヘンズのトム・エバンスと契約したと発表。背番号は5[24]。
- 18日
  - 西武ライオンズのアレックス・カブレラが対大阪近鉄バファローズ14回戦（西武ドーム）の4回裏に30号本塁打を打ち、1976年の読売ジャイアンツ・王貞治の64試合と並ぶ30号本塁打の最速記録[25]。
- 19日
  - プロ野球実行委員会が開かれ、来年の開幕戦は3月30日に行い、1994年以来8年ぶりにセ・パ両リーグが同時に開幕することを決定。またコミッショナーの川島廣守の提案で、開幕戦の6試合をセ・リーグが東京ドーム、ナゴヤドーム、広島市民球場、パ・リーグは札幌ドーム、大阪ドーム、福岡ドームの全国6都市で行うことを決定[26]。
- 20日
  - 千葉ロッテマリーンズの小林雅英が対オリックス・ブルーウェーブ13回戦（グリーンスタジアム神戸）に登板し今季20セーブ目を挙げパ・リーグ新記録の11試合連続セーブを達成[27]。
- 24日
  - 横浜ベイスターズの鈴木尚典が対読売ジャイアンツ15回戦（東京ドーム）、ヤクルトスワローズのロベルト・ペタジーニが対阪神タイガース13回戦（神宮球場）でともに1試合3併殺打のセ・リーグタイ記録。史上13、14度目[28]。
- 26日
  - 札幌ドームでの初のプロ野球公式戦の読売ジャイアンツ対中日ドラゴンズ16回戦が行われ、初回先頭打者の中日ドラゴンズの福留孝介がダレル・メイの初球を同球場第1号となる本塁打。試合は6対5で読売ジャイアンツが勝利[29]。

### 7月
- 4日
  - 千葉ロッテマリーンズの小林雅英が対大阪近鉄バファローズ16回戦（大阪ドーム）で敗戦投手となり、連続試合セーブのパ・リーグ記録が12で止まる[30]。
- 8日
  - 読売ジャイアンツの松井秀喜が対横浜ベイスターズ18回戦（横浜スタジアム）の9回表に安打を打ち、セ・リーグタイ記録の50試合連続出塁[31]。
- 9日
  - 千葉ロッテマリーンズのフランク・ボーリックが対福岡ダイエーホークス18回戦（千葉マリンスタジアム）の10回裏に20号サヨナラ満塁本塁打、パ・リーグ通算28度目[32]。
- 12日
  - 読売ジャイアンツの松井秀喜が対ヤクルトスワローズ14回戦（東京ドーム）の9回裏に左前安打を打ち、セ・リーグ新記録の51試合連続出塁を達成[33]。
- 20日
  - フレッシュオールスターゲームはイースタン・リーグが10-4でウエスタン・リーグに勝利、MVPは千葉ロッテマリーンズの里崎智也[34]。
- 28日
  - オリックス・ブルーウェーブの谷佳知が7月7日からの連続四球試合を11として球団記録を更新[35]。

### 8月
- 11日
  - 阪神タイガースの桧山進次郎が対中日ドラゴンズ20回戦（ナゴヤドーム）の9回表二死一、二塁の場面で左前適時安打を打ち、球団新記録となる27試合連続出塁を達成[36]。
- 14日
  - 日本ハムファイターズの小笠原道大が対大阪近鉄バファローズ19回戦（東京ドーム）の1回裏に遊撃内野安打で出塁し、球団新記録となる40試合連続出塁を達成[37]。
- 26日
  - 中日ドラゴンズの野口茂樹が対読売ジャイアンツ26回戦（東京ドーム）に先発して4失点で完投勝利し、プロ野球タイ記録となる4試合連続無四球完投勝利を達成[38]。
- 27日
  - 日本ハムファイターズの小笠原道大が対福岡ダイエーホークス22回戦（東京ドーム）の一回裏に二塁打を打ち、プロ野球新記録となる17試合連続得点を達成[39]。

### 9月
- 4日
  - 読売ジャイアンツの入来祐作が対横浜ベイスターズ24回戦（倉敷スポーツ公園野球場）の5回裏の第2打席で三振に倒れセ・リーグ新記録となる開幕から54打席連続無安打。次の打席の7回裏の第3打席で右前安打を打ち記録を止めた[40]
- 10日
  - 大阪近鉄バファローズのタフィ・ローズが対福岡ダイエーホークス27回戦（大阪ドーム）の7回裏に53号本塁打を打ち、パ・リーグの年間最多本塁打の新記録となる[41]。
- 12日
  - 阪神タイガース対ヤクルトスワローズ24回戦（阪神甲子園球場）は史上2度目のセ・リーグ両チーム1試合最多犠打タイとなる8犠打を記録。内訳はヤクルトが6犠打、阪神が2犠打。また、ヤクルトの6犠打も1チームのリーグタイ記録で史上5度目[42]。
- 23日
  - オリックス・ブルーウェーブの谷佳知が対福岡ダイエーホークス27回戦（福岡ドーム）の6回表に二塁打を打ち、プロ野球新記録となる1シーズン49二塁打[43]。
- 24日
  - 大阪近鉄バファローズのタフィ・ローズが対西武ライオンズ28回戦（大阪ドーム）の5回裏に松坂大輔から55本塁打を打ち、シーズン最多本塁打の日本プロ野球タイ記録[44][45]。
- 25日
  - 中日ドラゴンズの監督の星野仙一が中日ドラゴンズ対ヤクルトスワローズ25回戦（ナゴヤドーム）の試合前に記者会見し、今季限りで辞任すると表明[46]。
- 26日
  - 大阪近鉄バファローズ対オリックス・ブルーウェーブ26回戦（大阪ドーム）で大阪近鉄バファローズが6-5でサヨナラ勝ちし、12年ぶり4度目のパ・リーグ優勝を決める。北川博敏が2-5とリードされた9回裏無死満塁の場面で代打で登場し史上6人目の代打逆転サヨナラ満塁本塁打[47]。
- 28日
  - 読売ジャイアンツは東京ドームホテルにて記者会見し監督の長嶋茂雄が退任し球団の経営母体の「株式会社よみうり」常務から専務取締役に昇格し「終身名誉監督」に、ヘッドコーチの原辰徳が新監督に就任すると発表[48]。
  - オリックス・ブルーウェーブは監督の仰木彬が今季限りで辞任すると正式に発表[49]。
- 30日
  - 福岡ダイエーホークスは対大阪近鉄バファローズ戦でタフィ・ローズに対し敬遠策を取る。試合後福岡ダイエーホークスのバッテリーコーチの若菜嘉晴が監督の王貞治のシーズン本塁打記録を守るために敬遠を指示したとコメント[50]。
  - オリックス・ブルーウェーブの藤井康雄が対千葉ロッテマリーンズ27回戦（グリーンスタジアム神戸）の9回裏二死満塁の場面で代打で登場しプロ野球史上7人目の代打逆転サヨナラ満塁本塁打となる14号を打つ[51]。
  - 西武ライオンズの監督の東尾修が西武ドームにてオーナーの堤義明と会談し、今季限りで退任することが正式に決定[52]。
  - 斎藤雅樹・槙原寛己・村田真一の合同引退式。

### 10月
- 1日
  - 西武ライオンズの西崎幸広が今季限りでの現役引退を表明[53]。また、西武ライオンズはミゲール・デルトロに来季の契約を結ばないことを発表[54]。
- 2日
  - 読売ジャイアンツの二軍監督の高田繁が今季限りでの辞任を申し入れ、了承される[55]。
- 3日
  - 読売ジャイアンツは二軍打撃外野守備コーチの淡口憲治が二軍監督に就任すると発表[56][57]。
- 4日
  - 日本ハムファイターズの一軍投手コーチの森繁和が退団[58]。
- 5日
  - 西武ライオンズは伊東勤に対し来季の監督就任を要請したが、伊東は現役続行したい意向を伝える[59]。
- 6日
  - ヤクルトスワローズが対横浜ベイスターズ戦26回戦（横浜スタジアム）に4-3で勝利し、4年ぶり6度目のセ・リーグ優勝を達成[60]。
  - プロ野球コナミ・ファーム日本選手権が松山坊っちゃんスタジアムで行われ、イースタンリーグ優勝の西武ライオンズがウエスタンリーグ優勝の阪神タイガースに5-0で勝利し、ファーム初の日本一を達成[61]。
  - 西武ライオンズのミゲール・デルトロがメキシコ・オブレゴン市近郊にて交通事故で死亡[62]。
- 9日
  - オリックス・ブルーウェーブは神戸市のホテルにて記者会見し、野球評論家の石毛宏典が監督に就任すると正式に発表[63]。
- 10日
  - 中日ドラゴンズの前田幸長がFA宣言を行使[64]。
- 11日
  - 西武ライオンズは球団事務所にて守備走塁コーチの伊原春樹に対し監督就任を要請し、伊原は承諾[65]。
  - 広島東洋カープの菊地原毅が対ヤクルトスワローズ27回戦（神宮球場）で7回裏から登板し、セ・リーグタイ記録のシーズン77試合[66]。ヤクルトスワローズの宮本慎也が7回裏に犠打を決め、シーズン最多犠打のプロ野球タイ新記録となる66犠打[67]。
- 12日
  - ヤクルトスワローズの宮本慎也が対広島東洋カープ28回戦（神宮球場）の4回裏に犠打を決め、シーズン最多犠打のプロ野球新記録となる67犠打[68]。
  - 広島東洋カープの菊地原毅が対ヤクルトスワローズ28回戦（神宮球場）の6回裏から登板し、プロ野球タイ記録のシーズン78試合[69]。
  - セ・リーグは全日程を終了[70]。
- 17日
  - 阪神タイガースは吉田剛が今季限りで現役引退すると発表[71]。
  - 阪神タイガースの塩谷和彦とオリックス・ブルーウェーブの斉藤秀光のトレードが成立したと両球団が発表[72]。
- 18日
  - 千葉ロッテマリーンズの武藤潤一郎と日本ハムファイターズの黒木純司のトレードが成立[73]。
  - 日本ハムファイターズは前中日ドラゴンズの高代延博が一軍ヘッド兼内野守備コーチに就任すると発表[74]。
- 22日
  - 沢村栄治賞の選考が都内のホテルで行われ、西武ライオンズの松坂大輔を選出[75]。
- 25日
  - 日本シリーズの第5戦が神宮球場で行われ、ヤクルトスワローズが大阪近鉄バファローズに4-2で勝利し、4勝1敗で4年ぶり5度目の日本シリーズ優勝[76]。
- 26日
  - 千葉ロッテマリーンズが石井浩郎に戦力外通告[77]。
- 31日
  - 初の12球団合同トライアウトがナゴヤ球場で行われる。
  - 正力松太郎賞の選考が東京・帝国ホテルで行われ、ヤクルトスワローズの監督の若松勉を選出[78]。

### 11月
- 1日
  - 大阪近鉄バファローズはオリックス・ブルーウェーブから五十嵐章人を金銭トレードで獲得[79]。
  - ヤクルトスワローズが福岡ダイエーホークスの浜名千広を金銭トレードで獲得したと発表[80]。
- 9日
  - 日本ハムファイターズが前大阪近鉄バファローズの柴田佳主也の獲得を発表。背番号は33[81]。
- 10日
  - 中日ドラゴンズの今中慎二が名古屋市内で記者会見し、今季限りでの現役引退を正式に発表[82]。
- 15日
  - プロ野球実行委員会が開かれ、横浜ベイスターズの筆頭株主がマルハからニッポン放送に替わることを承認[83]。
- 16日
  - 読売ジャイアンツのオーナーの渡辺恒雄が、ニッポン放送が横浜ベイスターズの筆頭株主となったことがプロ野球実行委員会で承認された事に対し、一つの球団が他球団の株式を持つことを禁じる野球協約に違反するとの見解を示す。ニッポン放送はフジテレビの筆頭株主でヤクルトスワローズ球団の株を20パーセント保有しており、この資本関係が野球協約183条に違反し、「フジがヤクルトの株を売却するしかない」と指摘した[84]。
- 17日
  - プロ野球コミッショナーの川島廣守は、読売ジャイアンツのオーナーの渡辺恒雄がニッポン放送が横浜の筆頭株主となるのは野球協約に違反するとの指摘に対し「そのような状況にあるように思える」と述べる[85]。
- 20日
  - ドラフト会議が東京の新高輪プリンスホテルにて行われる[86]。
  - 大阪近鉄バファローズが香田勲男の現役引退を表明。来季は大阪近鉄バファローズの一軍投手コーチに就任[87]。
- 21日
  - 中日ドラゴンズがFA宣言していた山﨑武司の残留を発表[88]。
- 22日
  - 中日ドラゴンズからFA宣言した前田幸長が読売ジャイアンツへの入団を正式に表明。背番号は29[89]で、これを受けて上野裕平の背番号は29から31に[90]。併せてダレル・メイ、ドミンゴ・マルティネスの退団を発表[91]。
- 28日
  - 千葉ロッテマリーンズは松本尚樹が現役引退しスカウトに就任すると発表[92]。
  - オリックス・ブルーウェーブからFA宣言した加藤伸一が大阪近鉄バファローズへの入団を正式に表明[93]。
- 29日
  - 日本野球機構は臨時のプロ野球実行委員会を開き、11月15日に承認した横浜ベイスターズの筆頭株主がマルハからニッポン放送への移行を白紙に戻すと決定。また、問題を検討するため野球協約で11月30日が期限となっていた「参加球団の変更」について3月29日までに延期することを決定[94][95]。
- 30日
  - オリックス・ブルーウェーブのジョージ・アリアスの退団が決定[96]。

### 12月
- 2日
  - セ・リーグは理事会を開き、2002年からリーグ優勝決定方式を勝数優先から勝率優先に戻すことを決定[97]。
- 4日
  - 読売ジャイアンツは前中日ドラゴンズの武田一浩の入団を正式に発表[98]。
- 5日
  - 東京地検特捜部は午後、阪神タイガース監督である野村克也の妻・野村沙知代を法人税法・所得税法両違反容疑で逮捕[99]。
- 6日
  - 阪神タイガースは0時半より西宮市の球団事務所にて記者会見し、監督の野村克也が妻・野村沙知代の脱税容疑で逮捕された責任を取り辞任したと正式に発表[100]。
  - 横浜ベイスターズが前千葉ロッテマリーンズの石井浩郎と正式契約を結んだと発表。背番号は3[101]。
  - 大阪近鉄バファローズが山村宏樹の背番号を65から12に変更したと発表[102]。
- 12日
  - 加藤伸一の大阪近鉄バファローズへのFA移籍に伴う人的補償として、オリックス・ブルーウェーブがユウキの獲得を発表[103]。
- 13日
  - 読売ジャイアンツが背番号の変更を発表。清水隆行が9、高橋尚成が17、上野裕平が31、福井敬治が35、酒井順也が54、真木将樹が59、宮﨑一彰が60、根市寛貴が63、小野剛が93[104]。
  - オリックス・ブルーウェーブが新外国人選手として台湾の余文彬の獲得を発表[105]。
  - 日本ハムファイターズがアトランタ・ブレーブスのクリス・シールバックの獲得を発表[106]。
- 18日
  - 阪神タイガースは大阪市内のホテルにて記者会見し、前中日ドラゴンズ監督の星野仙一が新監督に就任したと正式に発表[107]。
  - 日本ハムファイターズがニューヨーク・ヤンキース傘下のAAA級コロンバス・クリッパーズのパット・フリューリーの獲得を発表[108]。
- 20日
  - 日本ハムファイターズからFAで退団した片岡篤史が阪神タイガースへの入団を正式に表明[109]。
- 21日
  - オリックス・ブルーウェーブがモントリオール・エクスポズのフェルナンド・セギノールの獲得を発表[110]。
- 24日
  - 中日ドラゴンズはFAでのメジャーリーグ移籍を表明していた横浜ベイスターズの谷繁元信と電話で入団交渉を行い、入団で合意[111]。
- 25日
  - 阪神タイガースが前オリックス・ブルーウェーブのジョージ・アリアスの入団と、イバン・クルーズと来季の契約を結ばないことを発表[112]。
- 27日
  - ヤクルトスワローズの石井一久が都内の球団事務所にてポスティングによるメジャー・リーグへの移籍を申しいれ、了承される[113]。
- 28日
  - 横浜ベイスターズが金銭トレードで中日ドラゴンズの中村武志を獲得した発表[114]。

### 主な打者の記録
- 04月04日 - ヤクルトスワローズの池山隆寛が読売ジャイアンツ戦（明治神宮野球場）で南真一郎から代打二塁適時打を放ち、日本プロ野球通算1500安打、史上81人目[6]。
- 04月12日 - 読売ジャイアンツの松井秀喜が対中日ドラゴンズ3回戦（ナゴヤドーム）に先発出場し、プロ通算1000試合出場を達成。史上366人目[115]。松井はこの試合の5回表に4号本塁打を放ち、プロ通算250本塁打も達成。史上41人目[116]。
- 04月28日 - オリックス・ブルーウェーブの田口壮が対日本ハムファイターズ7回戦（グリーンスタジアム神戸）に出場し、プロ通算1000試合出場を達成。史上367人目[117]。
- 05月06日 - ヤクルトスワローズの池山隆寛が広島東洋カープ戦（広島市民球場）で山﨑健から通算300本塁打、史上24人目[6]。
- 05月13日 - 大阪近鉄バファローズのタフィ・ローズが対千葉ロッテマリーンズ9回戦（大阪ドーム）の7回裏に14号2点本塁打を放ち、プロ野球通算150本塁打を達成。史上117人目で、外国人選手としては19人目[118]。
- 05月23日 - 読売ジャイアンツの川相昌弘が対ヤクルトスワローズ8回戦（東京ドーム）の7回裏に代打で出場し、プロ通算1500試合出場を達成。史上132人目[119]。
- 06月13日 - 大阪近鉄バファローズの中村紀洋が対福岡ダイエーホークス12回戦（福岡ドーム）で通算200本塁打[120]。
- 06月16日 - 西武ライオンズの鈴木健が対日本ハムファイターズ12回戦（福島）で、通算1000安打を達成[121]。
- 06月17日 - 読売ジャイアンツの清原和博がナゴヤドームでの対中日ドラゴンズ15回戦の1回表に三振を喫し、通算1500三振[122]。
- 06月28日 - ヤクルトスワローズのロベルト・ペタジーニが対横浜ベイスターズ14回戦（神宮球場）で、通算100本塁打[123]。
- 06月30日 - ヤクルトスワローズの土橋勝征が対阪神タイガース15回戦（甲子園球場）に8番・二塁で先発出場し、通算1000試合出場[124]。
- 07月07日 - 広島東洋カープの金本知憲が対阪神タイガース14回戦（広島市民球場）で、通算200本塁打[125]。
- 07月08日 - 西武ライオンズの松井稼頭央が対オリックス・ブルーウェーブ18回戦（グリーンスタジアム神戸）で、通算1000安打。818試合目での達成は日本プロ野球史上歴代5位（当時）[126][127]。
- 07月10日 - ヤクルトスワローズの古田敦也が対読売ジャイアンツ14回戦（東京ドーム）で、通算150本塁打[128]。
- 07月11日 - ヤクルトスワローズの古田敦也が東京ドームでの対読売ジャイアンツ15回戦（東京ドーム）で、通算1500安打[129]。
- 07月12日 - 読売ジャイアンツの江藤智が対ヤクルトスワローズ16回戦（東京ドーム）で、通算300本塁打[130]。
- 07月31日 - 横浜ベイスターズの鈴木尚典が対広島東洋カープ14回戦（広島市民球場）の1回表に左前適時打を放ち、プロ通算1000安打を達成。史上206人目[131]。
- 08月01日 - 読売ジャイアンツの高橋由伸が中日ドラゴンズ19回戦（東京ドーム）で、通算100本塁打[132]。
- 08月11日 - 読売ジャイアンツのドミンゴ・マルティネスが対ヤクルトスワローズ21回戦（東京ドーム）で、通算100本塁打[133]。
- 08月12日 - オリックス・ブルーウェーブの大島公一が対福岡ダイエーホークス20回戦（グリーンスタジアム神戸）に出場し、通算1000試合出場[134]。
- 08月15日 - 広島東洋カープの金本知憲が対阪神タイガース20回戦（大阪ドーム）に出場し、通算1000試合出場[135]。
- 08月18日 - 広島東洋カープの町田公二郎が対読売ジャイアンツ21回戦（広島市民球場）の8回裏に8号本塁打を打ち、代打本塁打14本の球団新記録を達成[136]。
- 08月19日 - 広島東洋カープの西山秀二が対読売ジャイアンツ22回戦（広島市民球場）の9回表から途中出場し、プロ通算1000試合出場を達成。史上373人目[137]。
- 08月21日 - 千葉ロッテマリーンズの初芝清が対福岡ダイエーホークス24回戦（宮城県営球場）の4回裏に12号本塁打を打ち、通算200本塁打[138]。
- 09月02日
  - 広島東洋カープの金本知憲が対読売ジャイアンツ25回戦（広島市民球場）の8回裏に中前適時打を打ち、通算1000安打[139]。
  - 中日ドラゴンズの立浪和義が対横浜ベイスターズ23回戦（ナゴヤドーム）の6回裏に二塁打を放ち、プロ通算350二塁打を達成。史上22人目[140]。
- 09月12日 - 阪神タイガースの広澤克実が対ヤクルトスワローズ24回戦（阪神甲子園球場）の5回裏に11号2点本塁打を放ち、プロ通算300本塁打を達成。史上26人目[141]。
- 10月03日 - 横浜ベイスターズの谷繁元信が対広島東洋カープ27回戦（広島市民球場）で、通算100本塁打[142]。
- 10月09日 - 横浜ベイスターズの谷繁元信が対中日ドラゴンズ27回戦（横浜スタジアム）の3回裏に中前安打を打ち、通算1000安打[143]。
- 10月11日 - 広島東洋カープの町田康嗣郎が対ヤクルトスワローズ27回戦（神宮球場）の8回表に代打で9号満塁本塁打を打ち、プロ野球タイ記録となる通算代打本塁打4本[144]。

### 主な投手の記録
- 4月28日 - 西武ライオンズの西口文也が対千葉ロッテマリーンズ6回戦（西武ドーム）に先発して8回まで投げ、プロ通算1000投球回を達成。史上289人目[145]。
- 5月5日 - オリックス・ブルーウェーブの加藤伸一が対千葉ロッテマリーンズ7回戦（千葉マリンスタジアム）に先発して4回を投げ、プロ通算1500投球回を達成。史上147人目[146]。
- 6月26日 - 横浜ベイスターズの斎藤隆が長野での対ヤクルトスワローズ12回戦で、通算1000奪三振[147]。
- 7月08日 - 横浜ベイスターズの小宮山悟が対読売ジャイアンツ18回戦（横浜スタジアム）に先発し8回まで投げ今季5勝目を挙げ、プロ通算100勝[148]。
- 7月30日 - 西武ライオンズの橋本武広が対福岡ダイエーホークス16回戦（西武ドーム）の延長11回表に2番手で救援登板し、プロ通算500試合登板を達成。史上70人目[149]。
- 8月01日 - 阪神タイガースの星野伸之がヤクルトスワローズ18回戦（甲子園）で、通算2000奪三振[150]。
- 8月05日 - 横浜ベイスターズの野村弘樹が対読売ジャイアンツ21回戦（横浜スタジアム）で、通算100勝[151]。
- 8月08日 - 中日ドラゴンズの前田幸長が対横浜ベイスターズ20回戦（札幌ドーム）で、通算1000奪三振[152]。
- 8月10日 - 読売ジャイアンツの桑田真澄が対ヤクルトスワローズ20回戦（東京ドーム）に先発し今季2勝目を挙げ、通算150勝[153]。
- 8月12日 - 中日ドラゴンズの野口茂樹が対阪神タイガース21回戦（ナゴヤドーム）で、通算1000投球回[154]。
- 8月17日 - 中日ドラゴンズの山本昌が対ヤクルトスワローズ19回戦（神宮球場）で、通算1500奪三振[155]。
- 9月15日 - 横浜ベイスターズの小宮山悟が対阪神タイガース23回戦（阪神甲子園球場）に先発して4回を終えた時点でプロ通算2000投球回を達成。史上81人目[156]。
- 9月16日 - 中日ドラゴンズの紀藤真琴が対読売ジャイアンツ27回戦（ナゴヤドーム）で、通算1000奪三振[157]。

### その他の記録
- 4月30日 - 千葉ロッテマリーンズのフランク・ボーリックが大阪近鉄バファローズ戦（千葉マリンスタジアム）で日本プロ野球通算75000号本塁打[16]。
- 5月5日 - 西武ライオンズの橋本武広が対日本ハムファイターズ7回戦（東京ドーム）の9回裏に2番手で救援登板し、439試合連続救援登板のプロ野球新記録（当時）[158]。
- 5月29日 - 千葉ロッテマリーンズの山﨑貴弘が対福岡ダイエーホークス11回戦（千葉マリンスタジアム）の8回表に4番手で救援登板し、1球目で松中信彦を併殺打に打ち取り、同回裏にロッテが勝ち越したため、プロ野球史上初の1球でプロ初勝利を記録。1球勝利投手は史上13人目[159]。
- 6月27日 - ヤクルトスワローズが横浜ベイスターズ13回戦（神宮球場）に3-1で勝利し、球団通算3000勝を達成[160]。高津臣吾が今季16セーブ目を挙げ、プロ通算200セーブポイント[161]。
- 6月28日 - 読売ジャイアンツが中日ドラゴンズ18回戦（札幌ドーム）に6-0で勝ち、監督の長嶋茂雄が監督通算1000勝を達成[162]。
- 8月12日 - 中日ドラゴンズ対阪神タイガース21回戦（ナゴヤドーム）で阪神タイガースが1-0で勝利し、球団通算4000勝[163]。
- 10月7日 - 横浜ベイスターズ対ヤクルトスワローズ27回戦（横浜スタジアム）で横浜ベイスターズが7-2で勝利し、球団通算3000勝[164]。

## 競技結果
| 順位 | 球団               | 勝 | 敗 | 分 | 勝率 | 差   |
| 1位  | ヤクルトスワローズ | 76 | 58 | 6  | .567 | 優勝 |
| 2位  | 読売ジャイアンツ   | 75 | 63 | 2  | .543 | 3.0  |
| 3位  | 横浜ベイスターズ   | 69 | 67 | 4  | .507 | 8.0  |
| 4位  | 広島東洋カープ     | 68 | 65 | 7  | .511 | 7.5  |
| 5位  | 中日ドラゴンズ     | 62 | 74 | 4  | .456 | 15.0 |
| 6位  | 阪神タイガース     | 57 | 80 | 3  | .416 | 20.5 |

| 順位 | 球団                       | 勝 | 敗 | 分 | 勝率 | 差   |
| 1位  | 大阪近鉄バファローズ       | 78 | 60 | 2  | .565 | 優勝 |
| 2位  | 福岡ダイエーホークス       | 76 | 63 | 1  | .547 | 2.5  |
| 3位  | 西武ライオンズ             | 73 | 67 | 0  | .521 | 6.0  |
| 4位  | オリックス・ブルーウェーブ | 70 | 66 | 4  | .515 | 7.0  |
| 5位  | 千葉ロッテマリーンズ       | 64 | 74 | 2  | .464 | 14.0 |
| 6位  | 日本ハムファイターズ       | 53 | 84 | 3  | .387 | 24.5 |

### 日本シリーズ
| 日付                                     | 試合   | ビジター球団（先攻） | スコア | ホーム球団（後攻）   | 開催球場       |
| ---------------------------------------- | ------ | -------------------- | ------ | -------------------- | -------------- |
| 10月20日（土）                           | 第1戦  | ヤクルトスワローズ   | 7 - 0  | 大阪近鉄バファローズ | 大阪ドーム     |
| 10月21日（日）                           | 第2戦  | ヤクルトスワローズ   | 6 - 9  | 大阪近鉄バファローズ | 大阪ドーム     |
| 10月22日（月）                           | 移動日 | 移動日               | 移動日 | 移動日               | 移動日         |
| 10月23日（火）                           | 第3戦  | 大阪近鉄バファローズ | 2 - 9  | ヤクルトスワローズ   | 明治神宮野球場 |
| 10月24日（水）                           | 第4戦  | 大阪近鉄バファローズ | 1 - 2  | ヤクルトスワローズ   | 明治神宮野球場 |
| 10月25日（木）                           | 第5戦  | 大阪近鉄バファローズ | 2 - 4  | ヤクルトスワローズ   | 明治神宮野球場 |
| 優勝：ヤクルトスワローズ（4年ぶり5回目） |        |                      |        |                      |                |

### 個人タイトル（野手）
| タイトル   | セントラル・リーグ | セントラル・リーグ | セントラル・リーグ | パシフィック・リーグ | パシフィック・リーグ | パシフィック・リーグ |
| タイトル   | 選手               | 球団               | 成績               | 選手                 | 球団                 | 成績                 |
| ---------- | ------------------ | ------------------ | ------------------ | -------------------- | -------------------- | -------------------- |
| 首位打者   | 松井秀喜           | 巨人               | .333               | 福浦和也             | ロッテ               | .346                 |
| 最多本塁打 | R.ペタジーニ       | ヤクルト           | 39本               | T.ローズ             | 近鉄                 | 55本                 |
| 最多打点   | R.ペタジーニ       | ヤクルト           | 127点              | 中村紀洋             | 近鉄                 | 132点                |
| 最多安打   | 石井琢朗           | 横浜               | 171本              | 小笠原道大           | 日本ハム             | 195本                |
| 最多盗塁   | 赤星憲広           | 阪神               | 39個               | 井口資仁             | ダイエー             | 44個                 |
| 最高出塁率 | R.ペタジーニ       | ヤクルト           | .466               | 中村紀洋             | 近鉄                 | .434                 |

### 個人タイトル（投手）
| タイトル       | セントラル・リーグ | セントラル・リーグ | セントラル・リーグ | パシフィック・リーグ | パシフィック・リーグ | パシフィック・リーグ |
| タイトル       | 選手               | 球団               | 成績               | 選手                 | 球団                 | 成績                 |
| -------------- | ------------------ | ------------------ | ------------------ | -------------------- | -------------------- | -------------------- |
| 最優秀防御率   | 野口茂樹           | 中日               | 2.46               | N.ミンチー           | ロッテ               | 3.26                 |
| 最多勝利       | 藤井秀悟           | ヤクルト           | 14勝               | 松坂大輔             | 西武                 | 15勝                 |
| 最多奪三振     | 野口茂樹           | 中日               | 187個              | 松坂大輔             | 西武                 | 214個                |
| 最高勝率       | 入来祐作           | 巨人               | .765               | 田之上慶三郎         | ダイエー             | .650                 |
| 最優秀救援投手 | 高津臣吾           | ヤクルト           | 37SP               | R.ペドラザ           | ダイエー             | 38SP                 |

### 表彰
| タイトル     | セントラル・リーグ | セントラル・リーグ | パシフィック・リーグ | パシフィック・リーグ |
| タイトル     | 選手               | 球団               | 選手                 | 球団                 |
| ------------ | ------------------ | ------------------ | -------------------- | -------------------- |
| 最優秀選手   | R.ペタジーニ       | ヤクルト           | T.ローズ             | 近鉄                 |
| 最優秀新人   | 赤星憲広           | 阪神               | 大久保勝信           | オリックス           |
| 沢村栄治賞   | （該当者無し）     | （該当者無し）     | 松坂大輔             | 西武                 |
| 正力松太郎賞 | 若松勉             | ヤクルト           | （該当者無し）       | （該当者無し）       |

### ベストナイン
| 守備     | セントラル・リーグ | セントラル・リーグ | パシフィック・リーグ | パシフィック・リーグ |
| 守備     | 選手               | 球団               | 選手                 | 球団                 |
| -------- | ------------------ | ------------------ | -------------------- | -------------------- |
| 投手     | 藤井秀悟           | ヤクルト           | 松坂大輔             | 西武                 |
| 捕手     | 古田敦也           | ヤクルト           | 城島健司             | ダイエー             |
| 一塁手   | R.ペタジーニ       | ヤクルト           | 小笠原道大           | 日本ハム             |
| 二塁手   | E.ディアス         | 広島               | 井口資仁             | ダイエー             |
| 三塁手   | 江藤智             | 巨人               | 中村紀洋             | 近鉄                 |
| 遊撃手   | 石井琢朗           | 横浜               | 松井稼頭央           | 西武                 |
| 外野手   | 稲葉篤紀           | ヤクルト           | 礒部公一             | 近鉄                 |
| 外野手   | 金本知憲           | 広島               | 谷佳知               | オリックス           |
| 外野手   | 松井秀喜           | 巨人               | T.ローズ             | 近鉄                 |
| 指名打者 |                    |                    | F.ボーリック         | ロッテ               |

## 誕生
2001年の野球を参照

## 死去
2001年の野球を参照